# Ames (Texas)
Ames je město v okrese Liberty County ve státě Texas ve Spojených státech amerických. K roku 2000 zde žilo 1 079 obyvatel. S celkovou rozlohou 8,2 km² byla hustota zalidnění 131,5 obyvatel na km².